# Prainha Futebol Clube
O Prainha Futebol Clube é um clube de futebol de Portugal fundado em 1988 e sediado em São Roque do Pico, Pico. Os seus jogos em casa são disputados no Campo Municipal de São Roque.

## Títulos
- Campeonato do Pico/Faial da AF Horta (1): 2009–10[3]
- Taça da AF Horta (1): 2009–10